# Pierre du Cambout, duc de Coislin

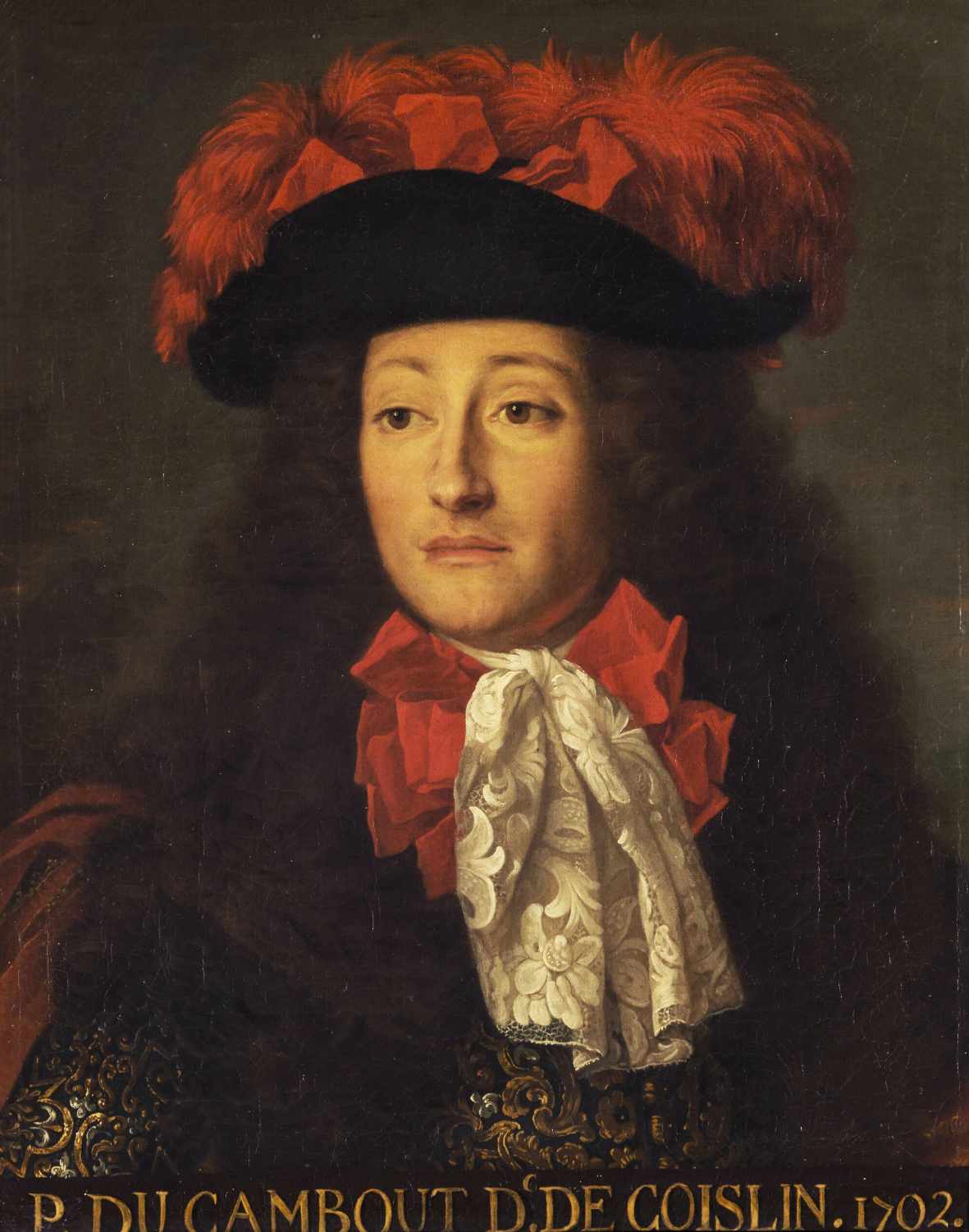
Gemälde aus dem 18. Jahrhundert, unbekannter Maler

Pierre du Cambout, duc de Coislin  (auch: Pierre de Coislin) (* 1654 in Paris; † 7. Mai 1710 in Versailles) war ein französischer Adeliger, Berufsoffizier, Höfling und Mitglied der Académie française.

## Leben
Pierre du Cambout war der Sohn von Armand du Cambout de Coislin, sowie Neffe und Patenkind des Kardinals Pierre du Cambout de Coislin. Er war der ältere Bruder von Henri-Charles du Cambout de Coislin. Er heiratete 1683 Louise-Marie d’Alègre († 1692), die Schwester von Yves d’Alègre. Über deren Schwester war er Schwager des Colbert-Sohnes Jean-Baptiste Colbert, marquis de Seignelay. Er war Berufsoffizier. Beim Tode seines Vaters 1702 erbte er als Marquis de Coislin dessen Titel eines Herzogs von Coislin und Pair von Frankreich und folgte ihm auch auf dem Sitz Nr. 25 der Académie française nach. Er starb ohne Nachkommen im Alter von 56 Jahren.